# Angèle Mac-Auliffe
Pour les articles homonymes, voir Mac-Auliffe.
Angèle Mac-Auliffe (1877-1908) est une brodeuse réunionnaise, qui inventa les jours de Cilaos.

## Biographie
Angélique Anna dite Angèle Mac-Auliffe est le cinquième enfant de Jean-Marie Mac-Auliffe et d’Anna Victorine Trollé qui meurt en la mettant au monde, le 14 octobre 1877 à Hell-Bourg.
Comme toutes les jeunes filles de bonne famille, Angèle apprend la broderie blanche et les jours pour marquer son trousseau.
Autodidacte, elle se sert notamment des revues éditées par les fabricants de fils pour vendre leur production, ainsi que de la célèbre encyclopédie écrite par Thérèse de Dillmont. Lorsqu’en 1900, elle arrive à Cilaos où son père est nommé médecin-résident de l’établissement thermal de Cilaos, elle crée son propre atelier de broderie où elle enseigne son art aux jeunes filles du cirque.
Là, dans un pavillon situé à l’arrière de la maison paternelle, elle affine ce qu’elle a appris dans les livres. En s’inspirant de la dentelle Ténériffe, elle se libère des fils de chaîne et de trame et étudie de nouveaux passages de fils. Cela lui permet d’inventer de nouvelles formes proches de la nature de Cilaos, de même que des fleurs imaginaires portant des noms de France, et de réaliser des motifs plus importants. Elle forme les jeunes femmes cilaosiennes à la broderie pendant les sept années qu'elle a vécues sur place. Son atelier a pris rapidement de l'ampleur et comptait en 1905 une vingtaine de brodeuses qualifiées. C’est ainsi que naquirent les « jours de Cilaos », nom donné aux broderies de la commune, aujourd'hui mondialement réputées.
En 1908, elle descend à Saint-Denis pour accueillir l'une de ses sœurs de retour de voyage. Cette année-là, une épidémie de rougeole sévit à Madagascar et, malgré les précautions prises par les services sanitaires, elle parvient à La Réunion. Angèle la contracte et succombe le 29 mai 1908 à l'âge de 30 ans. 

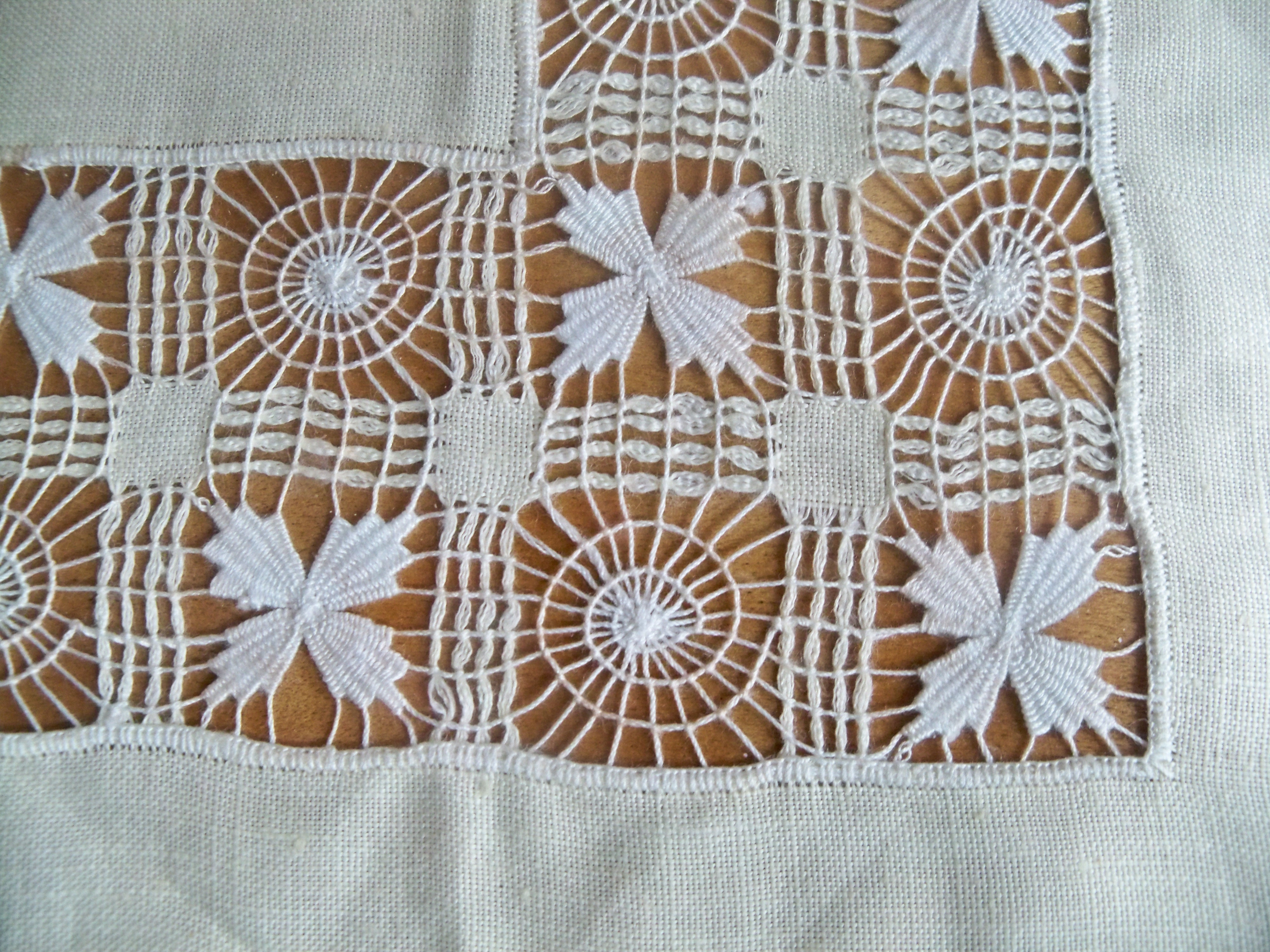
Deux motifs de jours de Cilaos

Son savoir-faire sera transmis au sein de l'Ouvroir des sœurs de Cilaos. Aujourd'hui, cette broderie d'art, toujours exercée, est visible à la Maison de la broderie. 